# Parafia św. Pawła Apostoła w Zakręcie
Parafia św. Pawła Apostoła w Zakręcie – parafiarzymskokatolicka należąca do dekanatu sulejóweckiego diecezji warszawsko-praskiej, metropolii warszawskiej. W parafii posługują księża diecezjalni.
Proboszczem parafii w latach 2019–2021 był ks. kan. Sławomir Safader, który zmarł w czasie pandemii na COVID-19, wskutek zakażenia koronawirusem.

## Zasięg parafii
Do parafii należą wierni z następujących miejscowości: Boryszew (Leśny Zakątek), Izabela, Zakręt oraz część mieszkańców Majdanu, Nowego Konika i Sulejówka